# 香港工業總會
香港工業總會（Federation of Hong Kong Industries，簡稱工總或FHKI）為香港一個工商業協會組織，於1960年根據香港法例第321章所載條例成立。
該會的總部位於九龍長沙灣長裕街8號億京廣場31樓，會員以香港工商界企業為主，包括在大中華地區的港資企業。

## 架構
作為工總政策制定機構的理事會由32個分組的主席、5位留任理事、3位香港政府委任理事及5位選聘理事組成，理事任期為兩年。

## 立法會代表
工總立法會代表參選工業界(第一)功能組別入局。代表議員：
- 梁君彥 （香港經濟民生聯盟）

## 工總服務

### 珠三角工業協會
工總轄下「珠三角工業協會」開辦七個地區分部辦事處，在廣州、深圳、東莞、佛山、中山、惠州、江門、肇慶和珠海等城市因應珠三角營商環境變化，積極開展服務港商的各項工作。

### 香港Q嘜
由工總轄下的香港優質標誌局（Hong Kong Q-Mark Council）專責營辦的「香港Q嘜優質標誌計劃」（簡稱「Q嘜」）於1978年7月依法建立，分別有三個不同的計劃，按照業務性質劃分，分別是「香港Q嘜優質產品計劃」、「香港Q嘜優質服務計劃」和「香港Q嘜環保管理計劃」，為區內一個品質認證計劃 。

### 知識產權中心
工總轄下的知識產權中心（Intellectual Property Centre）是知識產權服務提供者，協助本地及海外公司申請香港、內地和其他國家的知識產權，服務包括專利申請、外觀設計註冊和商標註冊等。此外，由於香港沒有版權登記制度，知識產權中心建立了儲存服務，讓公司及個人存放原創作品，作為該原創作品存在的時間證明及證據。

### 獎項計劃
工總每年頒發對香港工業和社會作出的貢獻的「傑出工業家獎」及「香港青年工業家獎」。而工總轄下的香港設計委員會（Design Council of Hong Kong）每年舉辦「香港工商業奬 ─ 消費產品設計」，為香港最高殊榮的產品設計奬。

### 簽證服務
工總是獲香港特區政府授權按照「國際簡化關稅手續協定」第11條簽發各類產地來源證的機構。除香港產地來源證外，並簽發加工證 (CP)、轉口證 (CR)、轉載證 (CT)、普及特惠稅來源證 (Form A)及零關稅原產地證書 (CO-CEPA)。

## 外部連結
- 香港工業總會官方網站 （页面存档备份，存于）
- 珠三角工業協會官方網站 （页面存档备份，存于）